# Victor Alphonse Duvernoy

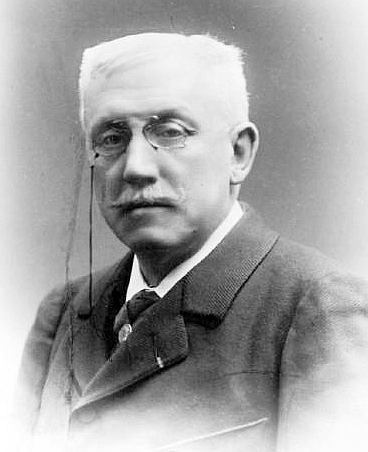
Victor Alphonse Duvernoy

Victor Alphonse Duvernoy (* 30. August 1842 in Paris; † 7. März 1907 ebenda) war ein französischer Komponist und Pianist. 

## Leben
Victor Alphonse Duvernoy, Sohn des Sängers Charles-François Duvernoy, war Schüler von Antoine François Marmontel und François Bazin am Conservatoire de Paris, wo er ab 1886 Klavier unterrichtete. Daneben wirkte er seit seiner Ausbildung als Klaviervirtuose.
Er schuf Opern, ein Ballett, sinfonische und kammermusikalische Kompositionen sowie Klavierwerke, wobei von letzteren die pädagogischen Kompositionen bis heute bekannt und in Gebrauch sind.